# Hirtshals

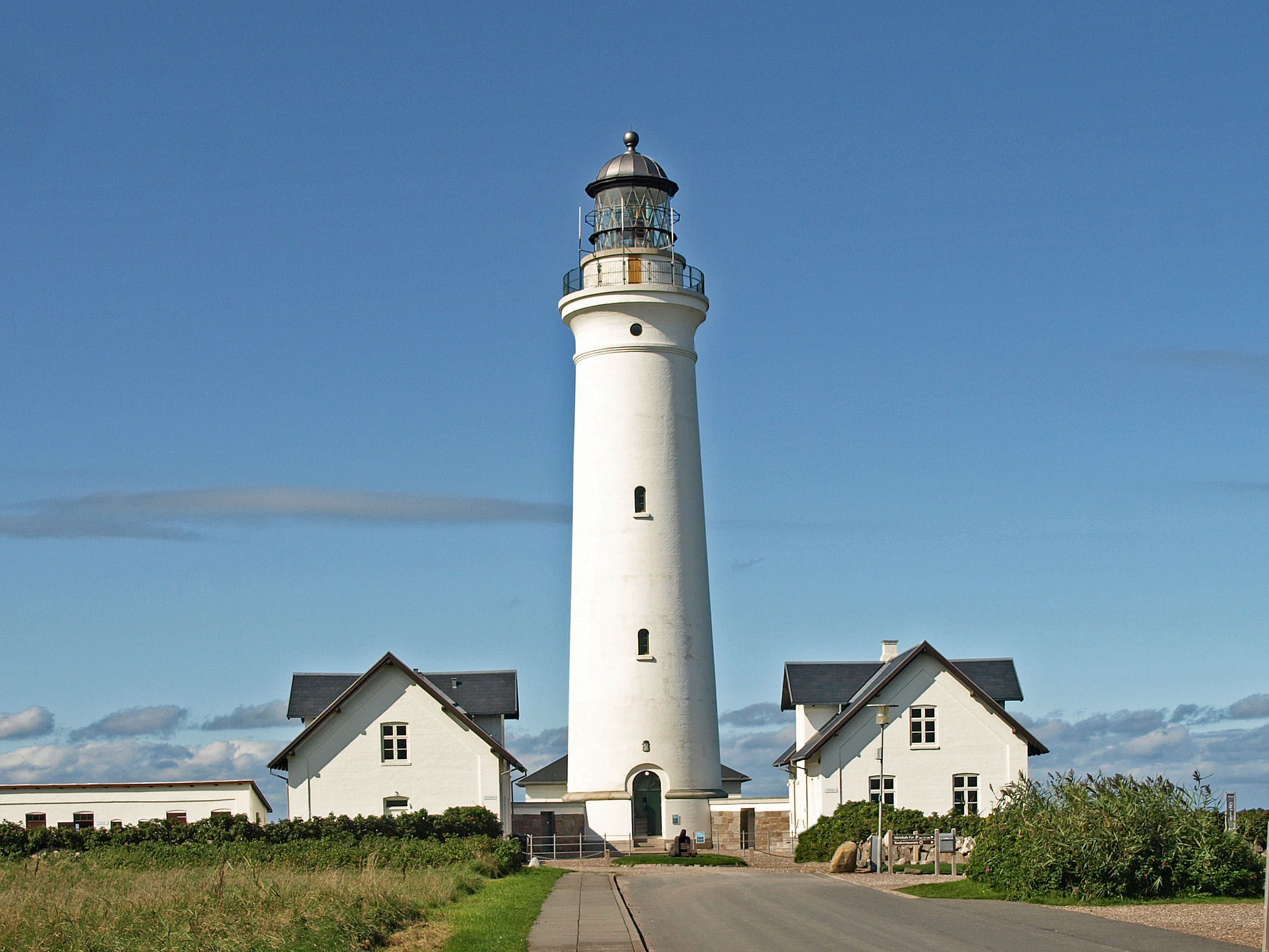
Világítótorony Hirtshalsban

Hirtshals város Dánia északi részén, a Vendsyssel-Thy sziget északi partján, Jütland csücskén. Nordjylland régió, ezen belül Hjørring község része.

## Hirtshals város
Halászatáról, illetve fontos kompkikötőként ismert.
Hirtshalsban található az Északi-tengeri Múzeum, Dánia egyik jelentős turistalátványossága, Európa egyik legnagyobb akváriumával és 70 bemutatott fajjal. Maga a múzeum 1984-ben épült, a 4,5 millió literes akváriummal 1998-ban bővítették. 2003 decemberében egy tűz elpusztította az épületbővítményt, de 2005. július 22-én az óceanárium újranyílt.
Hirsthals jelképe a 35 méter magas világítótorony, a Hirtshals fyr, amelyet 1860 június 28-án kezdetek el építeni és először 1863. január 1-jén adott fényjeleket. Vörös téglából épült és holland cseréppel fedték le.
A halászat, a turizmus és a szálláshelykiadás kulcsszerepet játszanak a város gazdaságában.
Hirtshals a norvég Color Line komptársaság dániai bázisa. Norvég és német turisták ezrei haladnak itt át minden évben a norvég Oslo, Kristiansand és Larvik városok felé tartva, vagy visszafelé. A norvég turisták egyik kedvelt vásárlóhelye.

## Hirtshals község
2007. január 1-jéig Hirtshals önálló község volt, amely 196 négyzetkilométeres területtel és 14 088 lakossal (2005) rendelkezett. A 2007-es dán önkormányzati reform egyesítette Hirtshals, Hjørring, Løkken-Vrå és Sindal községeket, így lett Hirtshals Hjørring község része. Az új község területe 92 négyzetkilométer lett, lakosainak száma 67 816.

## Külső hivatkozások
- Hjørring község honlapja)
- Északi-tengeri Múzeum (angolul)